# Jalisco TV
Jalisco TV es una cadena regional de televisión pública mexicana producida por el Sistema Jalisciense de Radio y Televisión, un organismo público descentralizado del Gobierno del Estado de Jalisco, con sede en Guadalajara, Jalisco, México. Anteriormente se le conocía como C7 Jalisco, nombre que significaba Canal 7, el cual era el canal original de la estación principal, XHGJG-TV (hoy XHGJG-TDT) antes del apagón analógico.
Su programación y contenido es de corte cultural y su señal llega al occidente de México y al resto del mundo vía DirecTV.

## Premios y reconocimientos
Concurso Nacional de Producción Radiofónica y Televisiva La RED 2011 2011 (Torreón, Coahuila) - 1.er lugar en la categoría Programa Musical, con el programa "Radiografía" de Jalisco Radio, productor Carlos Alcántar Nájar.
Concurso Nacional de Producción Radiofónica y Televisiva La RED 2011 2011 (Torreón, Coahuila) - 1.er lugar en la categoría Pieza de Identificación de Radio, con el material "Sonidos que habitan, liner Elote" de Jalisco Radio, productores Fortino Montaño y Marco Antonio Barajas.
Concurso Nacional de Producción Radiofónica y Televisiva La RED 2010 2010 (Playa del Carmen, Quintana Roo) - 1.er lugar en la categoría Radiorevista, con el programa "La Barra Infantil" de Jalisco Radio, productores: Carlos Alcántar Nájar, Gloria González Pérez y Raúl Peguero.
8a Bienal Internacional de Radio 2010 (Ciudad de México) - 3.er lugar en la categoría Radioarte, por la pieza: "Creo en ti" de Jalisco Radio, del Productor y Realizador Marco Antonio Barajas Ponce.
Reconocimiento 2010 (Tepatitlán, Jalisco) - Distinción al SJRTV por la promoción y difusión de la cultura del medio ambiente y ecología en la zona de los Altos de Jalisco.
Premios y reconocimientos internacionales
Día Internacional de la Radio y la Televisión a favor de los niños (ICDB, en inglés) 2011 (Nueva York, E.U.) - 1.er lugar por el programa "La Barra Infantil" de Jalisco Radio por la mejor programación participativa para niños en América Latina y El Caribe, categoría Radio, durante 2011. Premio otorgado por el Fondo de las Naciones Unidas UNICEF.
Día Internacional de la Radio y la Televisión a favor de los niños (ICDB, en inglés) 2011 (Nueva York, E.U.) - 1.er lugar por el programa "Rosa y Azul" de C7 por la mejor programación participativa para niños en América Latina y El Caribe, categoría Televisión, durante 2011. Premio otorgado por el Fondo de las Naciones Unidas UNICEF.
Día Internacional de la Radio y la Televisión a favor de los niños (ICDB, en inglés) 2010 (Nueva York, E.U.) - 1.er lugar por el programa "Palomitas de la Paz" de C7 en coproducción con la Secretaría de Educación Jalisco, por la mejor programación participativa para niños en América Latina y El Caribe durante 2010. Premio otorgado por el Fondo de las Naciones Unidas UNICEF.
I Muestra Iberoamericana de Programas de Televisión Cultural, Educativa y/o Científica 2010 (España) - 1.er lugar por el programa "Claroscuro" de C7 como mejor programa Educativo, Cultural y Científico de Iberoamérica.
PROMAX 2009 - 2.º lugar mundial 2009 Silver PROMAX BDA, Art Direction & Design por la Imagen del Noticiario ENFOQUES de C7.